# Aikou, Chongqing
Aikou (kinesiska: 隘口) är en köping i sydvästra Kina. Den ligger i häradet Xiushan i storstadsområdet Chongqing, omkring 260 kilometer sydost om det centrala stadsdistriktet Yuzhong. Antalet invånare är 14 956. Befolkningen består av 7 308 kvinnor och 7 648 män. Barn under 15 år utgör 29,0 %, vuxna 15-64 år 57 %, och äldre över 65 år 12,0 %.